# Heymann Steinthal

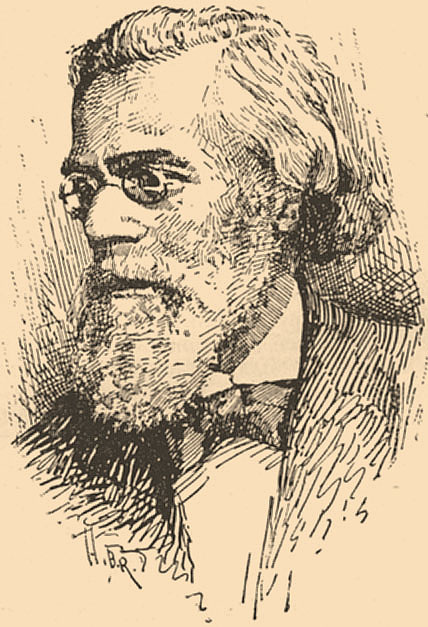
Heymann Steinthal

Heymann (även Heinemann, Hermann eller Heinrich) Steinthal, född den 16 maj 1823 i Gröbzig, Anhalt, död den 14 mars 1899 i Berlin, var en tysk språkforskare.
Steinthal, som var av judisk börd, var sedan 1863 extra ordinarie professor i språkvetenskap vid Berlins universitet samt föreläste samtidigt vid "Die Hochschule der israelitischen Wissenschaft" om judendomens religionsfilosofi och religionshistoria. Anslutande sig till  Wilhelm von Humboldts filosofiska behandling av språket utgav Steinthal flera för den allmänna språkvetenskapen betydelsefulla arbeten. Steinthal, som var en ovanligt mångsidig vetenskapsman, studerade även sociologi, egyptologi och afrikanska språk samt behandlade folkpsykologi.  Han utgav tillsammans med Moritz Lazarus Zeitschrift für Völkerpsychologie und Sprachenwissenschaft.